# ぐらまらす火曜館
『ぐらまらす火曜館』（ぐらまらすかようかん）は、1993年11月2日から1999年3月16日まで東北放送（TBCテレビ）で放送された宮城県ローカルの情報バラエティ番組である。本項では後継番組『体感TVぐらまらす』（たいかんテレビぐらまらす、1999年4月15日 - 2004年3月18日放送）についても記述する。

## 概要
- 1993年、毎週火曜 20:00 - 20:54 （JST）にTBC初のゴールデンタイムのローカル番組としてスタートした。キャッチフレーズは“火曜の夜のビタミン剤”。
- 総合司会には『TVセンサー1』などを担当した安田立和（当時TBCアナウンサー）を起用。アシスタントにはNHK『イブニングネットワーク』のキャスター伊藤美紀（同姓同名の女優とは別人）、リポーターに佐々木眞奈美（現・佐々木真奈美）、田沼佳之（当時TBCアナウンサー）が出演していた。ナレーションは石川太郎（TBCアナウンサー）が担当していた。
- 1998年10月、総合司会を安田から石川、アシスタントを伊藤から伊勢みずほとあさだのりこへシフトさせた。
- 1999年4月、TBSのローカル枠移動に伴い、放送時間を毎週木曜 19:00 - 19:55 （JST）へ移動。同時期には金曜深夜に本番組の再放送が実施された。
- 2003年4月、総合司会に地元出身の手品師マギー審司を起用して若返りを行った。
- 2003年、月1回レギュラーで、コブクロが県内各地に赴いて、相談者に歌をプレゼントする「歌ってコブクロ」コーナーが放送された[1]。
- 2004年3月18日をもって、『火曜館』時代を含めた『ぐらまらす』シリーズは10年半の歴史に幕を下ろした。

## 出演者

### 司会
| 期間       | 期間      | 総合司会   | アシスタント                     |
| ---------- | --------- | ---------- | -------------------------------- |
| 1993年11月 | 1998年9月 | 安田立和   | 伊藤美紀                         |
| 1998年10月 | 2001年9月 | 石川太郎   | 伊勢みずほ あさだのりこ          |
| 2001年10月 | 2002年3月 | 石川太郎   | 伊勢みずほ あさだのりこ 根本美緒 |
| 2002年4月  | 2003年3月 | 石川太郎   | あさだのりこ 根本美緒            |
| 2003年4月  | 2004年3月 | マギー審司 | 根本美緒                         |

### レギュラー

#### ぐらまらす火曜館時代
- 佐々木眞奈美（現・佐々木真奈美）
- 田沼佳之
- 渡辺敏之
- 小林徹夫（2001年にKBCに移籍し、現在に至る）

#### 体感TVぐらまらす時代
- きぬ（2003年より、後番組『発見☆ぐらッチェ!!』にも続投）
- 荻原明香（同上）
- 佐藤渚
- コブクロ（2003年、月1回の「歌ってコブクロ」のコーナー担当）[1]

## 放送時間の変遷
| 期間       | 期間      | 放送曜日 | 放送時間（JST）       |
| ---------- | --------- | -------- | --------------------- |
| 1993年11月 | 1998年3月 | 火曜日   | 20:00 - 20:54（54分） |
| 1998年4月  | 1999年3月 | 火曜日   | 19:54 - 20:54（60分） |
| 1999年4月  | 2002年3月 | 木曜日   | 19:00 - 19:54（54分） |
| 2002年4月  | 2004年3月 | 木曜日   | 18:55 - 19:54（59分） |